# Drosedow (Adelsgeschlecht)

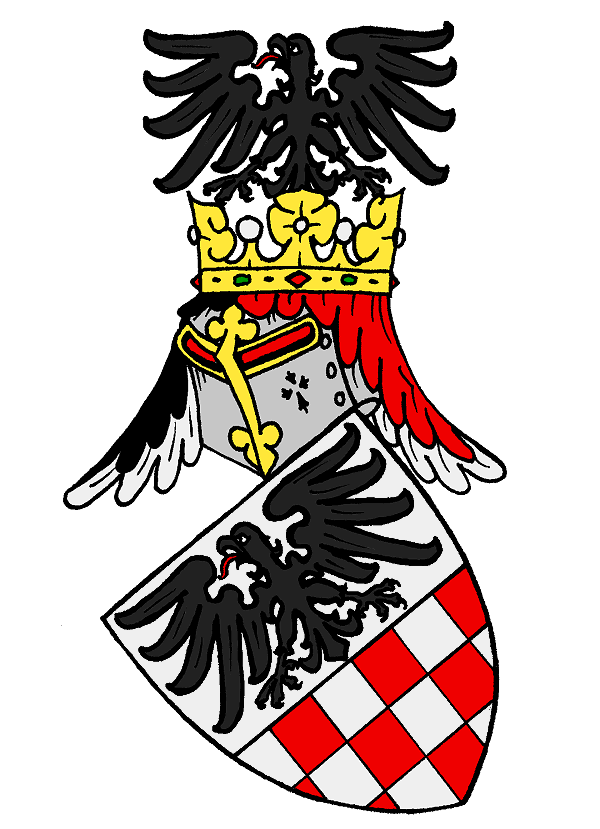
Wappen derer von Drosedow

Drosedow, früher auch Drosdow, Plural: Drosdowen, ist der Name eines pommerschen Uradelsgeschlechts, das in der Mitte des 19. Jahrhunderts erloschen ist.

## Geschichte
Die Drosedow sollen zu den ältesten Geschlechtern des alteingesessenen Adels in Hinterpommern gehört haben. Kneschke und Ledebur nennen die beiden gleichnamigen Dörfer Drosedow im ehemaligen Kreis Schlawe und Drosedow im ehemaligen Kreis Fürstenthum als Stammsitze der Familie. Allerdings wird grade das Drosedow im Kreis Fürstenthum ebenfalls dem frühesten Besitz der Manteuffel zugerechnet.
1426 überließ Ulrich Drosedow sein Lehnsgut Strickershagen dem Rat der Stadt Stolp. Schon 1481 sollen die Glasenapp im Besitz der vormals Drosedowschen Güter Retzag, Jatzen und Datzow gewesen sein. Zum Ausgang des 16. Jahrhunderts waren die Drosedow Lehnsnehmer der mächtigen Borcke und bewirtschafteten deren Gut Falkenhagen im Kreis Regenwalde. Noch in der ersten Hälfte des 19. Jahrhunderts besaßen sie das Gut Kösternitz bei Zanow, Neurese A und Stegelin im Kreis Schlawe.
Im 17. und 18. Jahrhundert konnte die Familie auch Herrendorf und Rosenthal im Kreis Soldin in der Neumark an sich bringen. Ebenfalls im 18. Jahrhundert kam noch Schützendorf im Kreis Oels in Niederschlesien zum Güterbesitz der Familie hinzu.
Die Familie stellte mehrfach Offiziere in der preußischen Armee. Einer dieser Offiziere ist im Siebenjährigen Krieg bei dem Gefecht bei Landeshut im Jahre 1757 gefallen. Adam Heinrich von Drosedow (* 1734) war 1775 Stabsrittmeister im Regiment Gens d’armes und Erbherr auf Rosenthal. Mit dem im schleswig–holsteinischen Krieg bei der erfolglosen Belagerung der Festung Fredericia unter dem Befehl von General Bonin 1849 gefallenen Hauptmann Johann Carl von Drosedow soll das Geschlecht seinen Ausgang gefunden haben.

## Wappen
Das geteilte Wappen zeigt in Silber über einem silber-roten Schach einen schwarzen Adler mit ausgeschlagener roter Zunge. Auf dem Helm mit schwarz-silber-roten Decken der Adler.